# La Argentinita

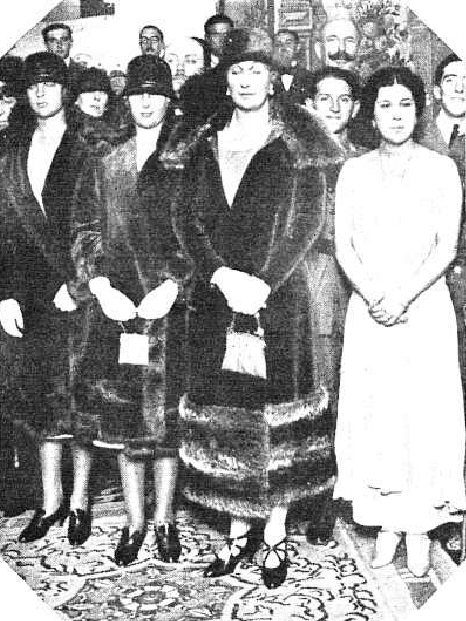
La Argentinita en blanc a la dreta

Encarnación López Julves, més coneguda com a La Argentinita (Buenos Aires, 1898 –Nova York 1945) va ser una ballarina, bailaora i cantant.

## Biografia
Quan tenia set anys la seva família d'origen espanyol va tornar a Madrid on La Argentinita va començar a assistir a classes de ball. Va debutar als 8 anys en un espectacle al Teatro-Circo de San Sebastián. Posteriorment i després d'haver actuat a diverses ciutats europees i americanes va fundar conjuntament amb la seva germana Pilar i Federico García Lorca la compañía de Bailes Españoles de l'Argentinita. Amb aquesta companyia van realitzar una llarga gira per Argentina i Estats Units.
Va ser ballarina convidada dels Ballets Russos de Montecarlo entre 1938 i 1940. Tres anys després representà al Metropolitan Opera House de Nova York un dels considerats millors quadres flamencs de l'època El café de Chinitas amb poemes recollits per Lorca, decorats de Dalí, orquestra dirigida per José Iturbi i coreografia pròpia. Morí el 1945 després d'actuar en aquest mateix teatre un cop finalitzada la seva actuació Capricho Español de Manuel de Falla.
Va ser parella del conegut torero Ignacio Sánchez Mejías, que va abandonar Lola, germana del també famós torero Joselito, per Encarnación.